# Songs for You, Truths for Me
Songs for You, Truths for Me to drugi studyjny album brytyjskiego wokalisty, gitarzysty i tekściarza Jamesa Morrisona. Został wydany 29 września 2008 roku. Pierwszym singlem z tej płyty jest "You Make It Real", a drugim - "Nothing Ever Hurt Like You", który został wydany tylko w Stanach Zjednoczonych. Ostatnim wydanym 8 grudnia 2008 roku singlem jest utwór "Broken Strings", w którym artyście towarzyszy kanadyjska wokalistka R'nB - Nelly Furtado. Album osiągnął 3 miejsce na brytyjskiej liście UK Charts.

## Lista utworów
1. "The Only Night"          	              3:37
2. "Save Yourself"   	                      3:01
3. "You Make It Real"   	                      3:31
4. "Please Don't Stop the Rain"   	      5:02
5. "Broken Strings" (duet z Nelly Furtado)  4:10
6. "Nothing Ever Hurt Like You"   	      3:51
7. "Once When I Was Little"   	              4:42
8. "Precious Love"   	        	      3:37
9. "If You Don't Wanna Love Me"	              4:15
10. "Fix The World Up for You"   		      3:35
11. "Dream on Hayley"                            3:33
12. "Love Is Hard"                               3:53

## Międzynarodowe listy notowań
| Lista (2008)             | Osiągnięta | pozycja | Sprzedaż |
| ------------------------ | ---------- | ------- | -------- |
| UK Albums Chart          | 3          |         | 75,000+  |
| Australian Albums Chart  | 21         |         |          |
| Austrian Albums Chart    | 34         |         |          |
| Danish Albums Chart      | 17         |         |          |
| Dutch Albums Chart       | 11         |         |          |
| French Albums Chart      | 49         |         |          |
| Irish Albums Chart       | 14         |         |          |
| New Zealand Albums Chart | 19         |         |          |
| Swiss Albums Chart       | 12         |         |          |
| US Billboard 200         | 49         |         |          |